# چیزی خوبه که پایانش خوبه ۲۰۱۱
چیزی خوبه که پایانش خوبه ۲۰۱۱ (به انگلیسی: All's Well، Ends Well 2011) یک فیلم سینمایی هنگ کنگی در ژانر کمدی رمانتیک محصول سال ۲۰۱۱ به کارگردانی چان هینگ کا و جنت چون است.

## بازیگران اصلی
| قالب                 | نقش                            | شرح                                                 |
| دانی ین              | آرنولد چنگ                     | هنرمند آرایش روی پیشخوان اولین دوست پسر مونا تای    |
| لوئیس کو             | سامی شوم                       | آرایشگر کلاس خدا دوست پسر کلر کان                   |
| کارینا لاو           | مونا تای                       | نویسنده ناامید اولین دوست دختر آرنولد چنگ است       |
| ریموند وانگ پاک-مینگ | منشی چان </br> 陳奇俠          | آهنربای نفت </br> دوست پسر خواب                     |
| سیسیلیا چیانگ        | کلر کان </br> 簡潔             | دستیار و دوست دختر سامی شوم                         |
| چاپمن تو             | سید لیو </br> 廖小 必 (滑溜溜) | شاهزاده قایق بادبانی غنی </br> دوست پسر ویکتوریا لی |
| لین هونگ             | ویکتوریا لی                    | دختر مشاغل املاک و مستغلات </br> دوست دختر سید لیو  |
| یان نی               | رویا </br> 占占                | مدیر شرکت آرایشی </br> دوست دختر روحانی چان         |

این فیلم در ۲ فوریه ۲۰۱۱ منتشر شد. 